# Wolfgang Wesemann
Wolfgang Wesemann (nascido em 30 de outubro de 1949) é um ex-ciclista alemão que competiu no ciclismo nos Jogos Olímpicos de Verão de 1972.